# Örevatten (Skepplanda socken, Västergötland)
Örevatten är en sjö i Ale kommun i Västergötland och ingår i Göta älvs huvudavrinningsområde. Större delen av sjön ligger i naturreservatet Risvedens vildmark.